# Tour de l'Algarve 2011
La 37e édition de la course cycliste par étapes Tour de l'Algarve a lieu du 16 au 20 février 2011. La course fait partie de l'UCI Europe Tour 2011, en catégorie 2.1.
La victoire revient à l'Allemand Tony Martin (Team HTC-Highroad) vainqueur du contre-la-montre final.

## Équipes présentes
Liste de départ
| N.      | Équipe             |
| ------- | ------------------ |
| 1-8     | Saxo Bank-SunGard  |
| 11-18   | Astana             |
| 21-28   | Rabobank           |
| 31-38   | Team HTC-Highroad  |
| 41-48   | Garmin-Cervélo     |
| 51-58   | Omega Pharma-Lotto |
| 61-68   | Team RadioShack    |
| 71-78   | Team Sky           |
| 81-88   | Quick Step         |
| 91-98   | AG2R La Mondiale   |
| 101-108 | Vacansoleil-DCM    |

| N.      | Équipe                       |
| ------- | ---------------------------- |
| 111-118 | Team Leopard-Trek            |
| 121-128 | Cofidis                      |
| 131-138 | Topsport Vlaanderen-Mercator |
| 141-148 | UnitedHealthcare             |
| 151-159 | Caja Rural                   |
| 161-168 | CCC Polsat-Polkowice         |
| 171-180 | Tavira                       |
| 181-188 | Barbot-Efapel                |
| 191-198 | Onda                         |
| 201-208 | LA-Antarte                   |

## La course
Le Belge Philippe Gilbert (Omega Pharma-Lotto) remporte en solitaire la première étape, cinq secondes devant le peloton.

## Classements des étapes
| #         | Date       | Parcours                    | km         | Vainqueur d'étape | Leader du général |
| --------- | ---------- | --------------------------- | ---------- | ----------------- | ----------------- |
| 1re étape | 16 février | Algarve Stadium - Albufeira | 157,5      | Philippe Gilbert  | Philippe Gilbert  |
| 2e étape  | 17 février | Lagoa - Lagos               | 186,5      | John Degenkolb    | Philippe Gilbert  |
| 3e étape  | 18 février | Tavira - Malhão             | 179,2      | Steve Cummings    | Steve Cummings    |
| 4e étape  | 19 février | Albufeira - Tavira          | 167,3      | André Greipel     | Steve Cummings    |
| 5e étape  | 20 février | Lagoa - Portimão            | 17,2 (clm) | Tony Martin       | Tony Martin       |

### Classement général final
|    | Cycliste           | Pays        | Équipe            |    | Temps            |
| -- | ------------------ | ----------- | ----------------- | -- | ---------------- |
| 1  | Tony Martin        | Allemagne   | Team HTC-Highroad | en | 18 h 48 min 45 s |
| 2  | Tejay van Garderen | États-Unis  | Team HTC-Highroad | +  | 32 s             |
| 3  | Lieuwe Westra      | Pays-Bas    | Vacansoleil-DCM   |    | 39 s             |
| 4, | Andreas Klöden     | Allemagne   | Team RadioShack   |    | 46 s             |
| 5  | Tiago Machado      | Portugal    | Team RadioShack   |    | 47 s             |
| 6  | Steve Cummings     | Royaume-Uni | Team Sky          |    | 53 s             |
| 7  | Rein Taaramäe      | Estonie     | Cofidis           |    | 59 s             |
| 8  | Luis León Sánchez  | Espagne     | Rabobank          |    | 1 min 04 s       |
| 9  | Thomas De Gendt    | Belgique    | Vacansoleil-DCM   |    | 1 min 05 s       |
| 10 | Simon Gerrans      | Australie   | Sky               |    | 1 min 18 s       |

## Évolutions des classements
| Étape              | Vainqueur          | Classement général · | Classement de la montagne · | Classement des sprints · | Classement par points · | Classement du meilleur portugais · | Classement par équipes |
| ------------------ | ------------------ | -------------------- | --------------------------- | ------------------------ | ----------------------- | ---------------------------------- | ---------------------- |
| 1                  | Philippe Gilbert   | Philippe Gilbert     | Ricardo Mestre              | César Fonte              | Philippe Gilbert        | Filipe Duarte                      | Omega Pharma-Lotto     |
| 2                  | John Degenkolb     | Philippe Gilbert     | Ricardo Mestre              | Thomas De Gendt          | Philippe Gilbert        | Filipe Cardoso                     | Team HTC-Highroad      |
| 3                  | Steve Cummings     | Steve Cummings       | Ricardo Mestre              | Thomas De Gendt          | Tyler Farrar            | Tiago Machado                      | Team HTC-Highroad      |
| 4                  | André Greipel      | Steve Cummings       | Ricardo Mestre              | César Fonte              | Tyler Farrar            | Tiago Machado                      | Team HTC-Highroad      |
| 5                  | Tony Martin        | Tony Martin          | Ricardo Mestre              | César Fonte              | Tyler Farrar            | Tiago Machado                      | Team HTC-Highroad      |
| Classements finals | Classements finals | Tony Martin          | Ricardo Mestre              | César Fonte              | Tyler Farrar            | Tiago Machado                      | Team HTC-Highroad      |